# Muggemolen
De Muggemolen is een watermolen te Hoog-Caestert bij Eijsden in de gemeente Eijsden-Margraten die samen met enkele naburige watermolens gebruik maakten van het water van het riviertje de Voer. De eerstvolgende molen stroomafwaarts is de Breustermolen en stroomopwaarts is dat de Meschermolen.
De molen is in de laatste eeuwen alleen gebruikt voor het malen van graan, maar tot het begin van de 18e eeuw werd er ook calmin of zinkerts gemalen of als kopermolen gebruikt.
De molen is een rijksmonument.

## Geschiedenis
In de eerste helft van de 19e eeuw was de molen eigendom van de Luikse advocaat Pierre Joseph Destrivaux en werd gebruikt voor het malen van graan. In 1844 werd de molen met boomgaard, tuin en bouwland verkocht aan Ferdinand Michel, graaf de Borchgrave d'Altena, gehuwd met Josephine Denise Edmond Caraby Smits en wonende in Herstal bij Luik.
In 1857 werd de molen openbaar verkocht aan Wilhelmus Pinckaers door de twee zonen van de graaf die deze molen geërfd hadden. In de decennia die volgden werd de molen diverse keren verkocht. Toen de molen in 1973 werd gekocht stond de molen al 20 jaar stil, maar werd door de eigenaar Plantaz in z'n vrije tijd maalvaardig gemaakt. De molen werd sindsdien voor biologisch tarwemeel en andere biologische graanproducten gebruikt. De afzetmarkt voor deze producten maakte het mogelijk om voltijd het beroep van molenaar te beoefenen. In 1984 kocht de molenaar De Oude Molen in Valkenburg die deze restaureerde, maalvaardig en bedrijfsklaar maakte, waarna het maalbedrijf van Eijsden naar Valkenburg verhuisde en werd de Muggemolen als reserve aangehouden.